# Бигарелло
Бигарелло (итал. Bigarello) — коммуна в Италии, располагается в регионе Ломбардия, подчиняется административному центру Мантуя.
Население составляет 1625 человек, плотность населения составляет 63 чел./км². Занимает площадь 26 км². Почтовый индекс — 46030. Телефонный код — 0376.
Основное занятие выращивание арахиса.
Покровителями коммуны почитаются святые Иоанн и Павел, празднование 26 июня.